# Haida

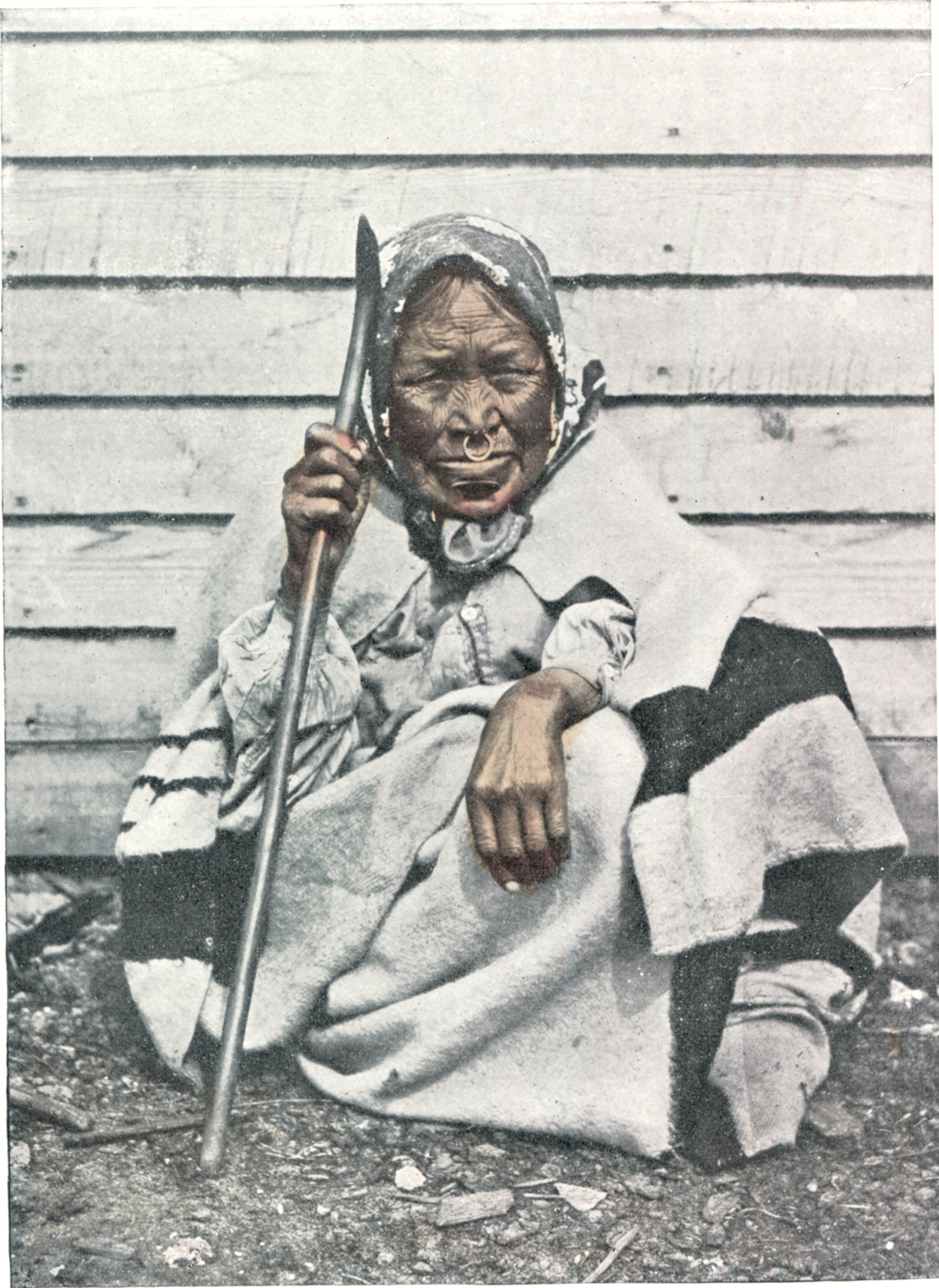
Haida (mulher)

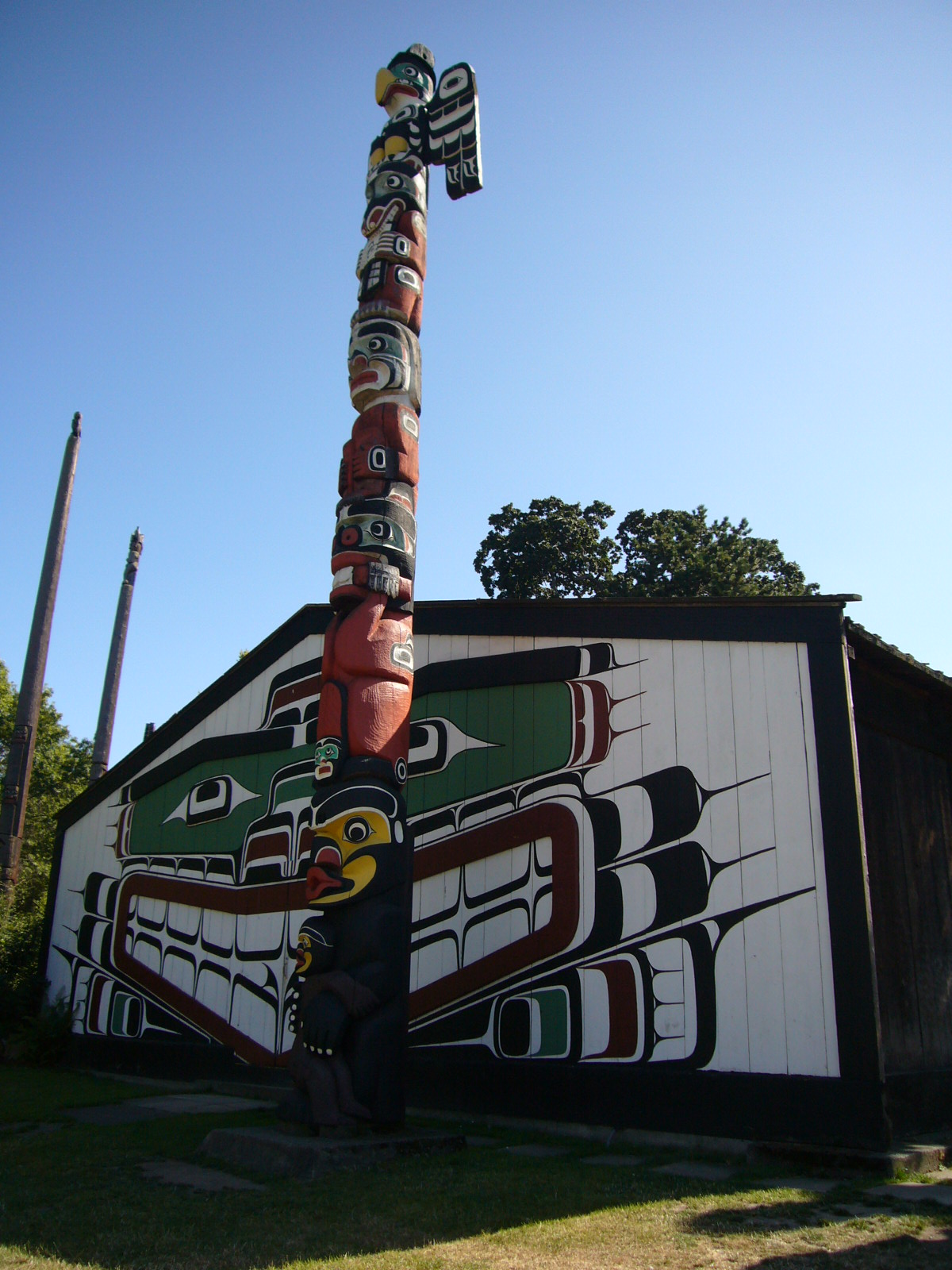
Casa haida com totem típico esculpido em tronco.

Os Haida (Em inglês: /ˈhaɪdə/, Haida: X̱aayda, X̱aadas, X̱aad, X̱aat) são um povo indígena ameríndio que tradicionalmente ocupavam Haida Gwaii, um arquipélago próximo à costa da Columbia Britânica, no Canadá, há pelo menos 12.500 anos.

## Demografia
Em 1841 havia um total de 8.300 indivíduos, 6.600 nas Ilhas da Rainha Carlota, e 1.700 na Ilha do Príncipe de Gales. Uma década depois o número era de apenas 3.000, e em 1880 de 1.700 (900 + 800). Em 1910 havia cerca de 1000 pessoas, e em 1960 restavam 210 no Alasca, e 650 no Canadá. Em 1990 calcula-se que havia 4.000 indivíduos, 800 deles no Alasca.

## Língua

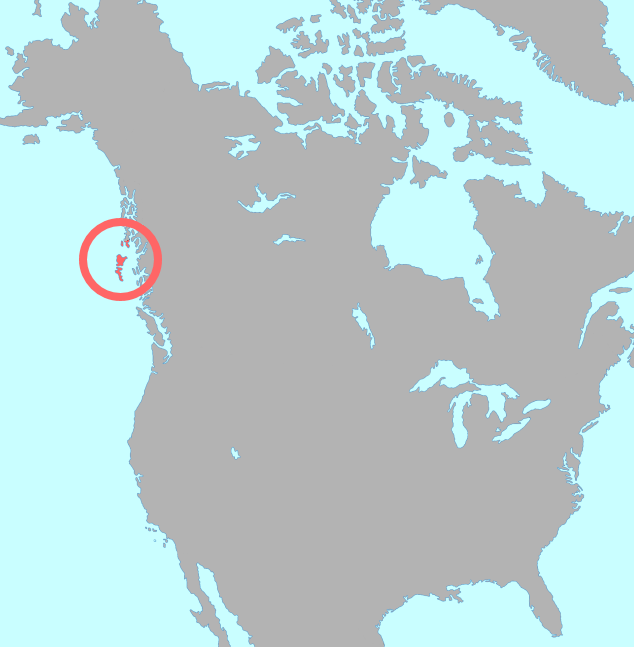
Localização dos territórios habitados pelos Haida

A língua haida é uma língua isolada que anteriormente estava contemplada dentro da família de línguas na-dené, ao partilhar com um membro da mesma, o tlingit, várias características. Caracteriza-se por ter os nomes divididos em pessoais e impessoais, por ter diversos plurais com prefixos e sufixos, por ter duas formas de pronomes pessoais (um para a pessoa, e outro para diferenciar a pessoa entre as outras), e por fazer diversas conjugações.
Restam menos de 100 falantes nativos de haida, concentrados nas comunidades haida das ilhas da Rainha Carlota e Alasca. Alguns jovens estão a tentar fazer reviver a língua.
A língua haida escreve-se usando o alfabeto latino modificado por varios linguistas americanos para poder expressar os sons particulares do idioma.

## Costumes
Culturalmente, estão relacionados com outras tribos como os tlingit e os tsimshian, membros da Cultura do Noroeste. Não havia uma união política entre eles e sim grupos regionais e povoados. Entre eles existem subdivisões determinadas pelo nascimento de forma matrilocal, cada uma possuindo suas próprias regras e ocupando uma casa ou mais. Possuindo cada uma um caudilho. Cada segmento destes declara guerra e paz, elabora cerimônias e funciona economicamente de maneira independente do outros.
Sua economia está baseada na pesca de salmão e bacalhau, caça de mamíferos marinhos e coleta de bagas, raízes e algas. Caçavam também cervos, castores e aves. As mulheres recolhião mexilhões, curtiam peles e faziam cestas, enquanto os homens faziam casas, pescavam e caçavam. São distintos por seu trabalho em madeira e pelo artesanato de suas canoas, os objetos de uso cotidiano são desenhados com temas de seres sobrenaturais.
Também se tatuavam para assinalar feitos históricos de suas famílias. Elaboravam totens esculpidos em troncos representando feitos históricos importantes da região.

## História
Em 1774, o espanhol Juan Pérez visitou-os pela primeira vez, e em 1778 receberam a visita do escocês James Cook. Entre 1784 e 1820, chegaram até à zona numerosos caçadores que viviam das peles de lontra. Desta maneira inicia-se um comércio que não termina senão com a extinção destes animais, assim como a chegada da varíola, o álcool, e as armas de fogo, que provocaram a diminuição numérica. O governo do Canadá proibiu-lhes o potlatch em 1901, apesar de terem continuado a celebrá-lo em segredo.